# Rivethead
Le mouvement rivethead (en anglais, littéralement, « tête de rivet ») est une sous-culture affiliée à la musique industrielle. Il désigne essentiellement le look adopté par les amateurs de musique industrielle nord-américaine durant les années 80-90.

## Origines

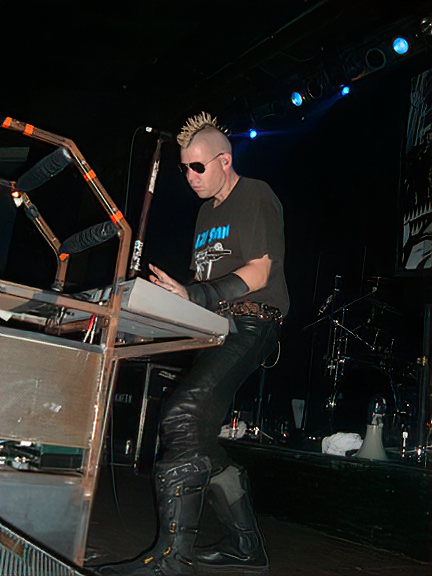
Sascha Konietzko, leader du groupe KMFDM et figure majeure du mouvement rivethead.

À l’origine, le terme rivethead désigne les ouvriers automobiles de l'Amérique des années 1940. Ce sobriquet a, par la suite, connu une diffusion nationale lors de la publication de Rivetheads: Tales of the Assembly Line.
L'acception actuelle du terme est due à Glenn Chase, fondateur du label musical Re-Constriction Records (en). En 1993, il publie Rivet Head Culture, une compilation de morceaux provenant de l'underground électro-industriel et rock industriel. La même année, le groupe Chemlab distribue son premier album : Burn Out at the Hydrogen Bar (en) dont une des pistes comprend le morceau Rivet Head. Le chanteur de Chemlab, Jared Louche, prétend ne pas se souvenir de l'origine du terme ; il maintient cependant que le titre a longtemps fait partie de sa réflexion.

## Style vestimentaire
Le style vestimentaire fédérateur du genre s’inspire des esthétiques militaires, punk, et bondage, complété par « un style qui imite la crasse et la poussière des zones industrielles des grandes agglomérations ». Des éléments sont également empruntés à la mode punk, tels que les coiffures en grandes crêtes ainsi que les modifications corporelles que sont les tatouages, piercings et scarifications.
Les femmes affichent une sexualité assumée qu'elles brandissent comme pouvoir féminin. Des ensembles en PVC, des corsages en cuir ou des bottes montantes à talons aiguilles sont autant de preuves d’une affinité pour le style fétichiste. En outre, elles arborent des coiffures aux teintes fortes (souvent noir de jais, parfois rouge ou blond), et leurs chevelures sont généralement courtes, parfois partiellement rasées ou présentant des montages en « pics ».
Adoptant une philosophie de « survie urbaine», les rivetheads préfèrent des vêtements pratiques et se distinguent ainsi des goûts plus romantiques des gothiques,,.